# Selva Almada
Pour les articles homonymes, voir Almada (homonymie).
Selva Almada, née le 1er janvier 1973 à Villa Elisa, est une écrivaine argentine féministe. Dans ses écrits, elle traite des violences de genre et du patriarcat.

## Biographie
Selva Almada naît à Villa Elisa dans la province d'Entre Ríos. En 1991, elle étudie à Paraná la communication sociale, qu'elle délaisse pour la littérature. En 2000, elle s'installe à Buenos Aires.
Elle écrit son premier roman El viento que arrasa en 2012, puis Ladrilleros en 2013 et No es un río en 2020. Dans ces trois romans, elle traite de la complexité des rapports masculins, entre haine et attraction, solidarité et rivalité, patriarcat et résistance. 
En 2014, elle publie Chicas muertas, dans lequel, elle mène l'enquête sur des cas de féminicides en les mettant en perspective avec la violence de genre structurelle. Ce roman est publié en français en 2015.
Ses premiers récits sont centrés autour de Buenos Aires.
Elle se rend régulièrement dans la province du Chaco qui fait partie du littoral argentin. Elle y situe le roman Ce n'est pas un fleuve, traduit en français en 2022. Elle y décrit la vision du monde de la population pour laquelle la présence de la nature joue un rôle important et où cohabitent légendes de province et rituels de pêcheurs, croyances païennes, catholiques et évangéliques .

## Œuvres
- Mal de muñecas, poèmes, 2003
- Niños, 2005
- Una chica de província, 2007
- Timbre : Velada gallarda, avec Cecilia Delaney, 2010
- El viento que arrasa, 2012[6]

- traduit en français sous le titre Après l’orage par Laura Alcoba, Paris, Éditions Métailié, coll.« Bibliothèque hispano-américaine », 2014, 133 p.  (ISBN 979-10-226-0080-4)
- Ladrilleros, 2013

- traduit en français sous le titre Sous la grande roue par Laura Alcoba, Paris, Éditions Métailié, coll.« Bibliothèque hispano-américaine », 2019, 192 p.  (ISBN 979-1022608640)
- Chicas muertas, 2014[7]

- traduit en français sous le titre Les Jeunes Mortes par Laura Alcoba, Paris, Éditions Métailié, coll.« Bibliothèque hispano-américaine », 2015, 144 p.  (ISBN 979-10-226-0139-9)
- El mono en el remolino, 2017, notes sur le tournage de Zama de Lucrecia Martel[8]